# Unione Sportiva Mestrina 1950-1951
Questa voce raccoglie le informazioni riguardanti l'Unione Sportiva Mestrina nelle competizioni ufficiali della stagione 1950-1951.

## Rosa
| N. |                   | Ruolo | Calciatore     |
| -- | ----------------- | ----- | -------------- |
|    | Italia (bandiera) | A     | Elio Ardit     |
|    | Italia (bandiera) | C     | Luigi Bares    |
|    | Italia (bandiera) | A     | V. Benetta     |
|    | Italia (bandiera) | D     | Elio Borsetto  |
|    | Italia (bandiera) | C     | Ugo Callegari  |
|    | Italia (bandiera) | C     | Vito Caon      |
|    | Italia (bandiera) | C     | A. Del Maschio |
|    | Italia (bandiera) | C     | Pietro Fiore   |

| N. |                   | Ruolo | Calciatore        |
| -- | ----------------- | ----- | ----------------- |
|    | Italia (bandiera) | A     | R. Lombardi       |
|    | Italia (bandiera) | D     | L. Ghirardelli    |
|    | Italia (bandiera) | P     | E. Marastoni      |
|    | Italia (bandiera) | C     | Arturo Morelli    |
|    | Italia (bandiera) | D     | I. Niero          |
|    | Italia (bandiera) | P     | Antonio Pin       |
|    | Italia (bandiera) | C     | L. Ragazzi        |
|    | Italia (bandiera) | D     | Mirco Tagliamento |